# Burkholderia pseudomallei

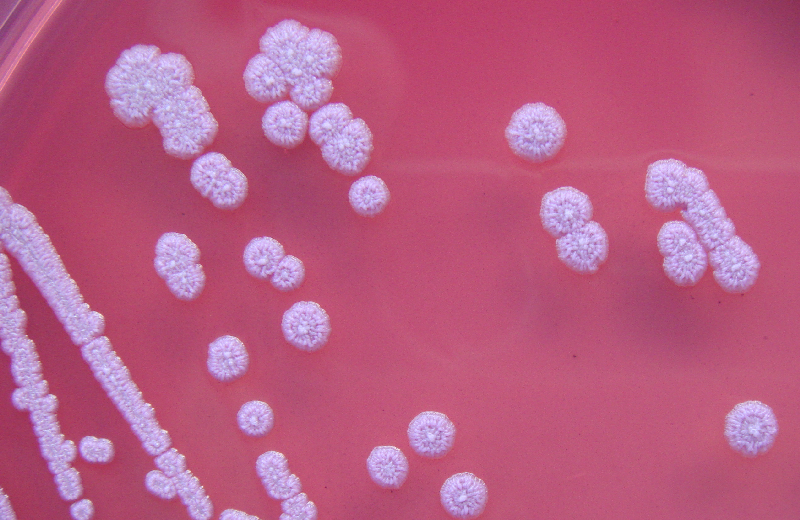
Khuẩn lạc của Burkholderia pseudomallei mọc ở môi trường Ashdown (chứa gentamicin, tím tinh thể và glycerol.)

Burkholderia pseudomallei (còn gọi là Pseudomonas pseudomallei) là một vi khuẩn gram âm hình que, lưỡng cực, hiếu khí, có khả năng cử động. Đây là một loài vi khuẩn sống trong đất ở vùng nhiệt đới và cận nhiệt đới trên toàn thế giới, đặc biệt là ở Thái Lan và miền bắc Australia. Nó lây nhiễm cho người và động vật và gây ra bệnh melioidosis. Nó cũng có khả năng lây nhiễm cho cây.
B. pseudomallei có chiều dài 2 chiều 5 mm và đường kính 0,4 đến 0,8 μm và có khả năng tự đẩy bằng cách sử dụng tiên mao. Các vi khuẩn có thể phát triển trong một số môi trường dinh dưỡng nhân tạo, đặc biệt là betaine - và những chất có chứa arginine.
Thí nghiệm in vitro, nhiệt độ tăng sinh tối ưu được báo cáo khoảng 40 °C trong môi trường trung tính hoặc hơi axit (pH 6,8777). Phần lớn các chủng có khả năng lên men đường mà không tạo khí (quan trọng nhất là glucose và galactose; maltose và tinh bột). Vi khuẩn sản xuất cả ngoại độc tố và nội độc tố. Vai trò của các chất độc được xác định trong quá trình phát triển triệu chứng melioidosis chưa được làm rõ hoàn toàn.

## Tầm quan trọng y tế
Nhiễm B. pseudomallei ở người được gọi là bệnh melioidosis; tỷ lệ tử vong của nó là 20 đến 50% ngay cả khi điều trị.

## Vắc-xin
Hiện tại không có vắc-xin, nhưng một số vắc-xin tỏ ra khá tiềm năng. Vi khuẩn Δ asd (vi khuẩn đã loại bỏ gen asd) bảo vệ chống lại bệnh melioidosis (còn gọi là bệnh Whitmore) ở đường hô hấp ở chuột.